# ルディ・シュテファン
ルディ・シュテファン（Rudi Stephan, 1887年7月29日 ヴォルムス - 1915年9月29日 タルノポリ近郊ゴダズコフ＝ヴィエルキー）は、ドイツの作曲家。第一次世界大戦で戦死したが、生前はドイツ音楽の行く末を担う存在として将来を嘱望されていた。

## 経歴
フランクフルトでベルンハルト・ゼクレスに、ミュンヘンでハインリヒ・シュヴァルツとルドルフ・ルイに師事した。1908年に修業後もミュンヘンにとどまった。いかにも中立的な名称（「～のための音楽」）を好む傾向ゆえに、第一次世界大戦後の「新即物主義」の先駆者と見做されているが、作品はおそろしく表現力に富んだ後期ロマン派の音楽語法で作曲されており、むしろ表現主義音楽の先駆者と呼ぶに相応しい。
父が枢密院顧問官であったことから、初期作品の上演が経済的に可能であった。当初は無理解に遭いながらも、《管弦楽のための音楽》のヴォルムス初演（1912年）が重大な突破口となった。唯一の歌劇《最初の人間たち（Die ersten Menschen）》は、第一次大戦勃発の直前に脱稿されたが、フランクフルトにおける世界初演は、作曲者が東部戦線で銃弾に倒れてから5年後のことであった（ロシア兵の銃撃に遭い、脳を撃ち抜かれて即死であったという）。
第一次世界大戦で早世したうえ、1945年にヴォルムスの旧宅が第二次世界大戦の空襲で焼失したことも災いし、現存する作品は極めて少ない。

## 作品一覧
- 管弦楽曲「作品1」Opus 1
- フリードリヒ・ヘッベルの詩によるバリトンと管弦楽のためのバラード「恋の魔法 Liebeszauber」、（1907年/1911年改稿）
- 管弦楽のための音楽（第1番） Musik für Orchester （1910年）
- ヴァイオリンとピアノのための「グロテスク」 Groteske für Geige und Klavier
- ヴァイオリンと管弦楽のための音楽 Musik für Geige und Orchester （1910年/1913年改稿）
- 7つの弦楽器のための音楽 Musik für sieben Saiteninstrumente （弦楽四重奏、コントラバス、ピアノとハープのために） （1907年-11年の「ピアノ五重奏曲」の改作、未完、1914年)
- 管弦楽のための音楽（第2番） （1912年/1913年改稿） 
  - 「第2番」は、しばしば「第1番」の改訂もしくは改作といわれるものの、実際のところ両者に関連はない。
- 歌劇「最初の人間たち」 Die ersten Menschen（1909年-14年、オットー・ボルングレーバー原作のエロティックな神秘劇に基づく、1920年7月1日初演）
- 低声のためのピアノ伴奏歌曲集「 Up de eensame Hallig」 (遺作、1920年ごろ発表)
- 連作歌曲集「われ君に高雅なる歌を歌わん」から6つの詩 6 Gedichte für Singstimme und Klavier aus dem Liederzyklus „Ich will dir singen ein Hohelied“. (遺作、1921年発表)
- 7つのピアノ伴奏歌曲 7 Lieder für Singstimme und Klavier. (遺作、1936年発表)
- バリトンとピアノのための「2つの厳粛な歌」2 ernste Gesänge für Bariton und Klavier. (遺作、1940年発表)